# Acanthurus nigricauda
Acanthurus nigricauda és una espècie de peix pertanyent a la família dels acantúrids.

## Descripció
- Pot arribar a fer 40 cm de llargària màxima.
- 9 espines i 25-28 radis tous a l'aleta dorsal i 3 espines i 23-26 radis tous a l'anal.
- Aleta caudal de color marró.[2]

## Hàbitat
És un peix marí i d'aigua salabrosa, associat als esculls i de clima tropical (23 °C-28 °C; 30°N-24°S, 39°E-143°W) que viu entre 1 i 30 m de fondària (normalment, entre 2 i 15).

## Distribució geogràfica
Es troba des de l'Àfrica oriental (incloent-hi les illes Mascarenyes) fins a les Tuamotu, les illes Ryukyu i el sud de la Gran Barrera de Corall. No és present al mar Roig.

## Costums
Prefereix els fons sorrencs de badies i llacunes en comptes dels esculls de corall com la major part dels altres acantúrids.

## Observacions
És verinós, de vegades, per als humans.